# Prambanan
Prambanan (em indonésio: Candi Prambanan ou Candi Rara Jonggrang) é um conjunto de  templos hindus do século IX situados no centro da ilha de Java, Indonésia. Sua construção data do ano 856 d.C. e ele é formado por dois complexos: o Loro Jonggrang, hindu, e o Sewu, budista.
Quanto ao interesse arquitetônico, destacam-se as esculturas e relevos das fachadas que relatam passagens épicas. Em 1991, foram incluídos pela UNESCO na lista do Património Mundial da Humanidade.

## Construção

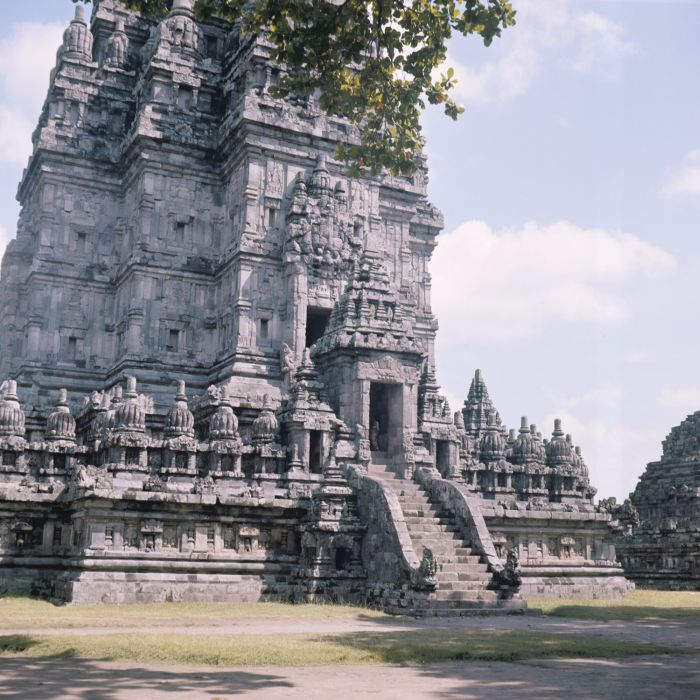
Detalhe de um dos templos

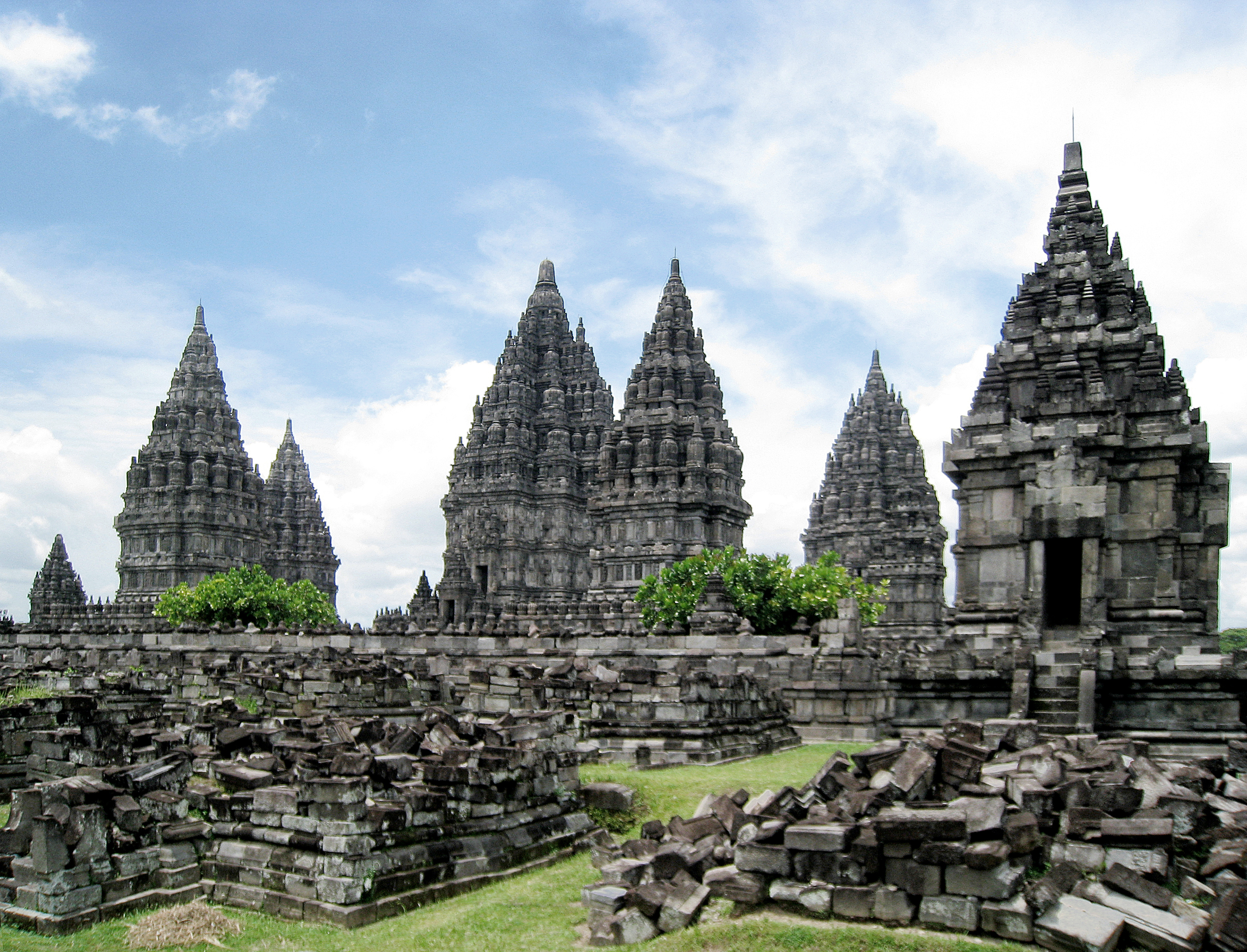
Os Templos de Prambanan

Prambanan é um conjunto de templos hindus do século IX, em Java Central, Indonésia, dedicada à Trimurti, a expressão de deus, como o criador (Brahma), o sustentador (Vishnu) e o destruidor (Shiva). O conjunto de templos está localizado a aproximadamente 18 km ao leste da cidade de Yogyakarta, na divisa entre as províncias de Yogyakarta e a de Java Central. O templo é Patrimônio da Humanidade da UNESCO, o maior templo hindu da Indonésia e um dos maiores e mais belos do Sudeste Asiático. Caracteriza-se pela sua arquitetura em forma de elaborados altos cones, típicos da arquitetura dos templos hindus, e pelo imponente edifício central, com 47m de altura, dentro de um grande complexo de templos individuais. Prambanam é um dos templos mais majestosos no Sudeste Asiático, e atrai muitos visitantes de todo o mundo.
A construção deste templo foi, provavelmente, iniciada pelo rei Rakai Pikatan como a resposta da dinastia hindu Sanjaya às construções próximas, dos templos budistas de Borobodur e Sewu, pela dinastia dos Sailendra.
Historiadores sugerem que a construção de Prambanan, provavelmente, era para marcar o retorno da dinastia hindu dos Sanjaya ao poder em Java Central, após quase um século de dominação da dinastia budista dos Sailendra. No entanto, a construção deste enorme templo hindu também significou que o reino de Medang tinha mudado o foco de seu patrocínio do Budismo Mahayana para o Shivaist hinduísmo.
O idealizador do templo foi Rakai Pikatan; os reis Lokapala e Maha Balitung Sambu, do Reino de Mataram, o divulgaram amplamente.  De acordo com a inscrição Shivagrha de 856 d.C., o templo foi construído para homenagear o Deus Shiva, e seu nome original era Shiva-grha (a Casa de Shiva) ou Shiva-laya (o Reino de Shiva).
Alguns arqueólogos sugerem que a estátua de Shiva na câmara central do principal templo é um modelo do rei Balitung, servindo como uma representação de sua auto-divinização após a morte. O nome atual, Prambanan, foi derivado do nome da vila  Prambanan onde está localizado o templo; este nome, provavelmente, é proveniente do corrompimento Javanês da pronúncia de "Para Brahman" ("dos brâmanes "), sem dúvida um eco do seu apogeu, quando o templo estava repleto de brâmanes.
O conjunto de templos foi ampliado pelos sucessivos reis do reino hindu de Mataram, como Daksa e Tulodong, com a adição de centenas de menores templos ao redor do templo principal. Prambanan serviu como templo real, com a maioria das cerimônias religiosas e sacrifícios sendo ali realizados. No auge do reino, os estudiosos estimam que centenas de brâmanes com seus discípulos viveram dentro do complexo do templo, e centro urbano e a corte de Mataram estavam localizados nas suas proximidades.

## Abandono

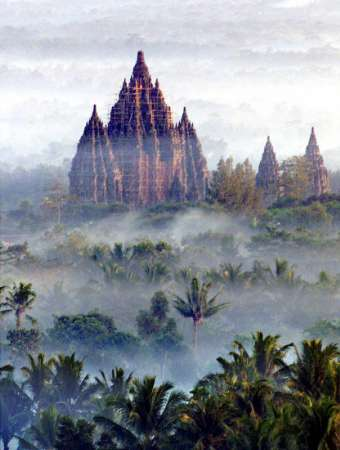
O templo de Prambanan de manhã cedo

Aproximadamente em 930, a corte foi transferida para Java Oriental pelo rei Mpu Sindok, o fundador da dinastia Isyana. Uma erupção do vulcão do Monte Merapi, localizado ao norte de Prambanan, no centro de Java, ou uma luta de poder são apontados como prováveis causas da mudança, que marcou o início do declínio do templo.
Os templos desmoronaram durante um grande terremoto no século XVI, e embora eles tenham deixado de ser um importante centro de culto, as ruínas espalhadas ao redor da área ainda eram reconhecíveis e conhecidas pela população local javanesa em tempos posteriores. 
As estátuas e as ruínas se tornaram tema e inspiração do conto popular indonesiano “Jonggrang Loro”. Após a divisão do Sultanato de Mataram, em 1755, as ruínas do templo e do Rio Opak foram utilizados para demarcar a fronteira entre os sultanatos Yogyakarta e Surakarta (Solo).

## Redescoberta

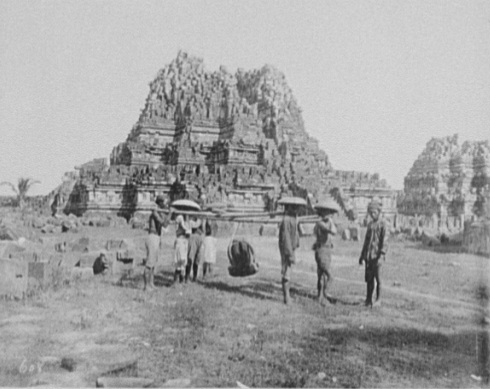
As ruínas de Prambanan logo após sua descoberta

Em 1811, durante curta a duração do governo da Grã-Bretanha, pela Companhia das Índias Orientais Holandesas, Collin Mackenzie, um inspector, a serviço de Sir Thomas Stamford, conheceu os templos por acaso. Embora Sir Thomas, posteriormente, tenha encomendado uma pesquisa completa das ruínas, elas permaneceram negligenciadas por décadas.
Parciais escavações por arqueólogos em 1880 apenas facilitaram os saques. A reconstrução do complexo começou em 1918, e uma restauração adequada apenas em 1930. O edifício principal foi concluído por volta de 1953.

## Eventos contemporâneos
No início de 1990, o governo retirou o mercado que surgira perto do templo e transformou as aldeias vizinhas e plantações de arroz em um parque arqueológico. O parque abrange uma grande área, englobando o complexo de Prambanan, as ruínas dos templos de Lumbung e Bubrah, e o templo de Sewu no norte. Prambanan é uma das atrações turísticas mais visitadas na Indonésia.
Após a reconstrução dos templos principais na década de 1990, Prambanan, mais uma vez reclamou seu status como um importante centro religioso para os rituais e cerimônias hindus em Java. O revival religioso de Prambanan foi devido às comunidades hindu em Yogyakarta e Central Java que anualmente realizam suas cerimônias sagradas em Prambanan, como  o Galungan , Kesanga Tawur e Nyepi.
Os esforços de restauração continuam até hoje, mas como grande parte das pedras originais foi roubada e reutilizada em obras remotas, e a restauração de um templo somente pode ser realizado se pelo menos 75% da alvenaria original está disponível, da maioria dos santuários menores apenas as fundações são visíveis mas sem planos para sua reconstrução.
O templo foi danificado durante o terremoto de Maio de 2006, em Java . Fotos sugerem que, embora o complexo continue estruturalmente intacto, os danos foram significativos. 

## Templo de Shiva

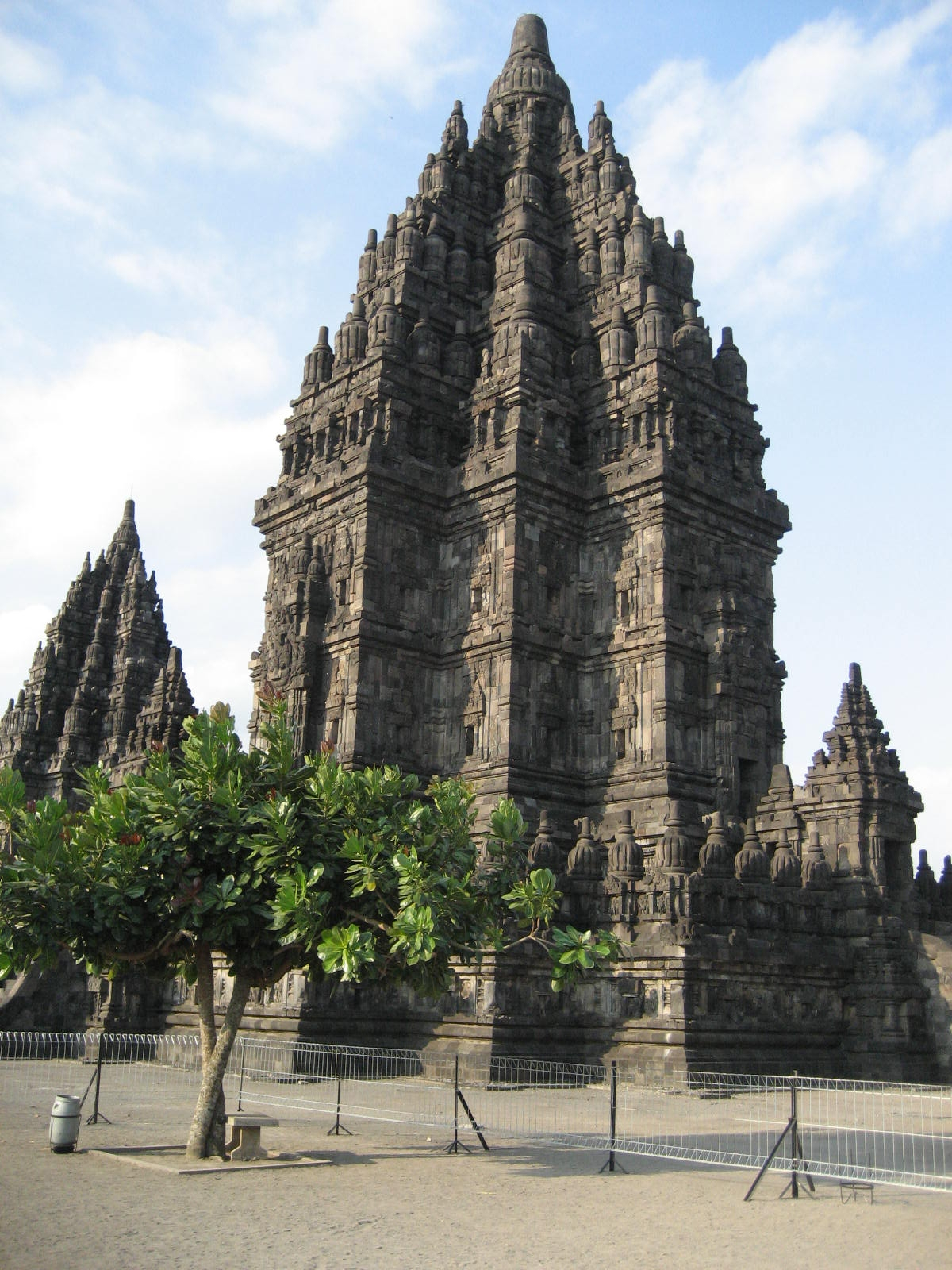
Templo dedicado a Shiva em Prambanan

Os três principais santuários, são dedicados aos três deuses: Brahma (o Criador), Vishnu (o Guardião) e Shiva (o Destruidor).
O templo de Shiva é a estrutura mais alta e maior no Prambanan complexo, mede 47 metros de altura e 34 metros de largura. O templo de Shiva é rodeada de galerias adornadas com baixos-relevos contando a história de Ramayana, esculpidas nas paredes internas das balaustradas . Para acompanhar a história, os visitantes devem entrar do lado leste e mover-se no sentido horário. O santuário de Shiva  localizado no centro do complexo  contém cinco câmaras, quatro pequenas câmaras nas quatro direções cardeais e uma principal câmara na parte central do templo. A câmara de leste conecta-se com a câmara central, que abriga uma estátua de três metros de altura de Shiva Mahadeva (o Deus Supremo).

## Os templos de Brahma e Vishnu
Os outros dois principais santuários são a de Vishnu, no lado norte do santuário de Shiva, e o de Brahma, no sul. Ambos são voltados para o leste e contêm grande câmaras dedicadas a um deus; estes templos medem 20 metros de largura e 33 metros de altura, respectivamente.
Os baixos-relevos ao longo da balaustrada na galeria em torno do templo de Shiva e Brahma retratam o Ramayana lenda. Eles ilustram como Sita , a esposa de Rama , é raptada por Ravana. O rei macaco Hanuman traz seu exército para ajudar Rama no resgate de Sita. Esta história também é mostrada pelo Ballet Ramayana, regularmente realizado no teatro em épocas de lua cheia, ao ar livre, no lado oeste do complexo de Prambanan.